# Irrationalitätsmaß
Mit dem Irrationalitätsmaß oder Irrationalitätsexponent {\displaystyle \mu (x)} einer reellen Zahl {\displaystyle x} bezeichnet man das Supremum aller reellen Exponenten {\displaystyle \sigma }, die
{\displaystyle 0<\left|x-{\frac {p}{q}}\right|<{\frac {1}{q^{\sigma }}}}
für unendlich viele natürliche {\displaystyle q} (mit {\displaystyle p\in \mathbb {Z} } passend gewählt) erfüllen. Je größer das Irrationalitätsmaß einer reellen Zahl, desto besser lässt sie sich also durch rationale Zahlen approximieren.
Am besten lassen sich die sogenannten Liouvilleschen Zahlen durch rationale Zahlen approximieren. Das sind per Definition genau die reellen Zahlen, die ein Irrationalitätsmaß von {\displaystyle \infty } besitzen.
Am schlechtesten lassen sich die rationalen Zahlen selbst durch rationale Zahlen approximieren. Sie sind die einzigen mit Irrationalitätsmaß 1, alle irrationalen Zahlen besitzen ein Irrationalitätsmaß von mindestens 2, wie man aus dem dirichletschen Approximationssatz folgern kann.
Der Satz von Thue-Siegel-Roth (für dessen Beweis Klaus Friedrich Roth 1958 mit der Fields-Medaille ausgezeichnet wurde) wiederum impliziert, dass alle algebraischen reellen Zahlen ein Irrationalitätsmaß von maximal 2 haben. Es folgt also für alle algebraischen reellen Zahlen {\displaystyle x}
{\displaystyle \mu (x)={\begin{cases}1,\quad &x\in \mathbb {Q} ,\\2,&x\in {\overline {\mathbb {Q} }}\setminus \mathbb {Q} .\end{cases}}}
Damit ist gezeigt, dass alle reellen Zahlen mit Irrationalitätsmaß größer als 2 transzendent sind. Tatsächlich haben aber auch die meisten transzendenten Zahlen ein Irrationalitätsmaß von 2, denn fast alle reellen Zahlen tragen das Irrationalitätsmaß 2. Die Zahlen mit einem von 2 verschiedenen Irrationalitätsmaß bilden also eine Lebesgue-Nullmenge, sind aber überabzählbar, da es alleine schon überabzählbar viele Liouvillesche Zahlen gibt.
Für sehr viele transzendente in der Zahlentheorie relevante Zahlen ist das Irrationalitätsmaß noch unbekannt. Oft gibt es aber obere (und untere) Schranken:
| Zahl {\displaystyle x}                                            | Irrationalitätsmaß {\displaystyle \mu (x)} | Irrationalitätsmaß {\displaystyle \mu (x)} | Anmerkungen |
| Zahl {\displaystyle x}                                            | untere Schranke                            | obere Schranke                             | Anmerkungen |
| ----------------------------------------------------------------- | ------------------------------------------ | ------------------------------------------ | --- |
| Rationale Zahl                                                    | 1                                          | 1                                          | Jede rationale Zahl hat ein Irrationalitätsmaß von genau eins. |
| Algebraische irrationale Zahl                                     | 2                                          | 2                                          | Nach dem Satz von Thue-Siegel-Roth haben algebraisch-irrationale Zahlen wie die Wurzel aus 2 und der goldene Schnitt ein Irrationalitätsmaß von genau zwei.                                                                                                  |
| {\displaystyle e^{2/k}} mit {\displaystyle k\in \mathbb {Z} ^{+}} | 2                                          | 2                                          | Für die Eulersche Zahl gilt {\displaystyle e=[2;1,2,1,1,4,1,1,6,1,...,1,2n,1,...]}, weshalb deren Irrationalitätsmaß genau zwei ist. |
| {\displaystyle \tan(1/k),k\in \mathbb {Z} ^{+}}                   | 2                                          | 2                                          | Es gilt {\displaystyle \tan(1)=[1;1,1,3,1,5,1,7,1,...,1,2n+1,...]} |
| {\displaystyle \ln(2)}                                            | 2                                          | 3,57455…                                   | . |
| {\displaystyle \ln(3)}                                            | 2                                          | 5,11620…                                   | . |
| {\displaystyle \pi }                                              | 2                                          | 7,10320…                                   | Falls die Reihe {\displaystyle \sum _{n=1}^{\infty }{\frac {1}{n^{3}\sin ^{2}(n)}}} konvergiert, ist das Irrationalitätsmaß von der Kreiszahl {\displaystyle \pi } sogar kleiner als 2,5.                                                                    |
| {\displaystyle \pi ^{2}}                                          | 2                                          | 5,09541…                                   | [ 1 ] [ 7 ] |
| {\displaystyle \arctan(1/2)}                                      | 2                                          | 9,27204…                                   | [ 8 ] [ 9 ] [ 10 ] [ 11 ] |
| {\displaystyle \arctan(1/3)}                                      | 2                                          | 5,94202…                                   | [ 8 ] [ 9 ] [ 10 ] [ 11 ] |
| Apéry-Konstante {\displaystyle \zeta (3)}                         | 2                                          | 5,51389…                                   | [ 1 ] |
| Cahen-Konstante {\displaystyle C}                                 | 3                                          | 3                                          | [ 12 ] |
| Champernowne-Zahl {\displaystyle C_{10}}                          | 10                                         | 10                                         | [ 13 ] |
| Liouvillesche Konstante {\displaystyle L}                         | {\displaystyle \infty }                    | {\displaystyle \infty }                    | Es ist {\displaystyle L=\sum _{j=1}^{\infty }{\frac {1}{10^{j!}}}={\frac {1}{10^{1}}}+{\frac {1}{10^{2}}}+{\frac {1}{10^{6}}}+{\frac {1}{10^{24}}}+\dotsb =0{,}11000{\text{ }}10000{\text{ }}00000{\text{ }}00000{\text{ }}00010{\text{ }}\ldots {\text{ }}} |